# Landerd
Landerd é um município dos Países Baixos, situado na província de Brabante do Norte. Tem 70,71 km² de área e sua população em 2020 foi estimada em 15.761 habitantes.